# Ворошилов (крейсер)
Краснознамённый крейсер «Ворошилов», с 1959 года ОС-24 — лёгкий крейсер проекта 26. Назван в честь Маршала Советского Союза Климента Ефремовича Ворошилова.

## Строительство
Заложен 15 октября 1935 года на заводе номер 198 в городе Николаев. Спущен на воду 28 июня 1937 года. Включён в состав Черноморского флота 20 июня 1940 года.

## Служба
Великую Отечественную войну крейсер встретил в составе Отряда лёгких сил Черноморского флота, будучи его флагманским кораблём.
Участвовал 26 июня 1941 года в неудачном набеге на Констанцу прикрывая лидеров эсминцев «Москва» и «Харьков». Лидер «Москва» был утерян, крейсер получил повреждение от взрыва мины.
В следующую боевую операцию крейсер вышел только 19 сентября 1941 года, произведя обстрел с моря немецких войск в районе Перекопа (Скадовск, Алексеевна и др.), выпустив 148 снарядов главного калибра. Затем крейсер «Ворошилов» принял активное участие в обороне Севастополя. Крейсер совершал рейды в осаждённый Севастополь из портов Кавказского побережья и обстреливал скопления немецких войск.
В конце сентября 1941 года крейсер был перебазирован в Новороссийск. В ноябре корабль подвергся нападению немецкой авиации и получил значительные повреждения. После этого крейсер был отбуксирован для ремонта в Поти. В марте 1942 года крейсер вернулся в строй. В конце марта «Ворошилов» обстреливал позиции немецких войск в Феодосийском заливе, выпустил 190 снарядов главного калибра. В мае крейсер осуществил переброску 9-й бригады морской пехоты в Севастополь. В декабре 1942 года участвовал в безрезультатной набеговой операции флота к берегам Румынии.
С декабря 1942 года по январь 1943 года крейсер «Ворошилов» находился на ремонте. В январе и в феврале 1943 года крейсер обстреливал немецкие войска в районе Новороссийска, выпустил 240 снарядов главного калибра. В ноябре 1944 крейсер «Ворошилов» перебазировался в Севастополь.
После войны «Ворошилов» входил в состав дивизии крейсеров Черноморского флота. В 1949 году крейсер выиграл соревнование по артиллерийским стрельбам среди флотов. С 1954 года находился в капитальном ремонте, предполагалась модернизация корабля, но вместо этого в феврале 1956 года был выведен из боевого состава флота и разоружён. 
С августа 1959 года — опытовое судно ОС-24. В 1963-1966 годах корабль был полностью переоборудован для испытаний  зенитно-ракетного комплекса корабельного базирования М-11 «Шторм»; в том числе в декабре 1964 года с его борта впервые был произведён запуск зенитных управляемых ракет В-611, проводились испытания новейших систем обнаружения надводных и воздушных целей и др. На корабле была установлена система успокоителей качки. 
В 1972 году переформирован в плавказарму «ПКЗ-19» (войсковая часть 26967). 2 марта 1973 года крейсер был выведен из состава флота.

## Награда
8 июля 1945 года крейсер был награждён орденом Красного Знамени.

## Командиры
- капитан 2 ранга Харламов Н. М. (август — октябрь 1937 года);
- капитан 1 ранга Марков Ф. С. (август 1939 года — 29 марта 1943 года);
- капитан 1 ранга Жуков Е. Н. (29 марта 1943 года — ноябрь 1947 года)

ОС-24
- капитан 1 ранга Скрипниченко, Александр Данилович
- капитан 1 ранга Абдрахманов, Асаф Кутдусович
- капитан 1 ранга Васильков П. Е..